# Liste des maires d'Istanbul
Ceci est la liste des maires de Constantinople et d'Istanbul. La direction municipale, en raison des changements politiques intervenus depuis la création de la fonction en 1855, revêt plusieurs formes et prérogatives.

## Turquie républicaine (1923)

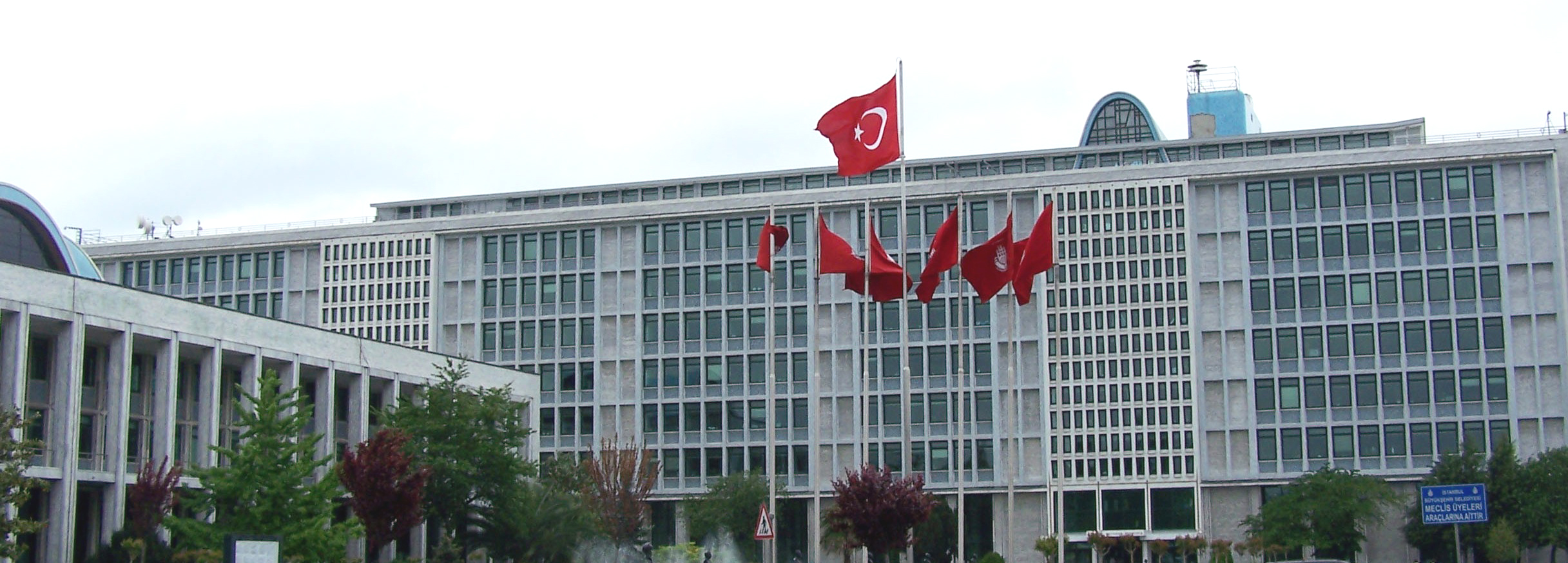
Hôtel de ville d'Istanbul.

La liste des maires d'Istanbul sous le régime républicain est la suivante :
| Nom                         | Début             | Fin               |
| --------------------------- | ----------------- | ----------------- |
| Haydar Bey                  | 15 avril 1923     | 8 juin 1924       |
| Emin Erkul                  | 9 juin 1924       | 20 janvier 1926   |
| Muhittin Üstündağ           | 29 janvier 1926   | 4 décembre 1938   |
| Lütfi Kırdar                | 8 décembre 1938   | 16 octobre 1949   |
| Fahrettin Kerim Gökay       | 24 octobre 1949   | 26 octobre 1957   |
| Kemal Hadımlı (adjoint)     | 12 juillet 1957   | 5 octobre 1957    |
| Mümtaz Tarhan               | 29 novembre 1957  | 11 mai 1958       |
| Ethem Yetkiner              | 14 mai 1958       | 24 décembre 1958  |
| Kemal Aygün                 | 25 décembre 1958  | 27 mai 1960       |
| Refik Tulga                 | 27 mai 1960       | 14 juin 1960      |
| Şefik Erensü                | 14 juin 1960      | 24 septembre 1960 |
| Refik Tulga                 | 24 juillet 1960   | 26 février 1962   |
| Turan Ertuğ                 | 27 février 1962   | 16 mars 1962      |
| Kadri İlkay (adjoint)       | 8 juin 1962       | 22 juin 1962      |
| Kamuran Görgün              | 17 mars 1962      | 30 janvier 1963   |
| Niyazi Akı (adjoint)        | 31 janvier 1963   | 28 février 1963   |
| Necdet Uğur                 | 28 février 1963   | 9 décembre 1963   |
| Haşim İşcan                 | 10 décembre 1963  | 11 mars 1968      |
| Faruk Ilgaz (adjoint)       | 12 mars 1968      | 6 juin 1968       |
| Fahri Atabey                | 8 juin 1968       | 9 décembre 1973   |
| Ahmet İsvan                 | 14 décembre 1973  | 11 décembre 1977  |
| Aytekin Kotil               | 14 décembre 1977  | 12 juillet 1980   |
| İsmet Hakkı Akansel (nommé) | 12 juillet 1980   | 30 août 1981      |
| Ecmel Kutay (nommé)         | 30 août 1981      | 24 juillet 1982   |
| Abdullah Tırtıl (nommé)     | 24 juillet 1982   | 26 mars 1984      |
| Bedrettin Dalan             | 26 mars 1984      | 28 mars 1989      |
| Nurettin Sözen              | 28 mars 1989      | 27 mars 1994      |
| Recep Tayyip Erdoğan        | 27 mars 1994      | 6 novembre 1998   |
| Ali Müfit Gürtuna           | 12 novembre 1998  | 1er avril 2004    |
| Kadir Topbaş                | 1er avril 2004    | 28 septembre 2017 |
| Mevlüt Uysal                | 28 septembre 2017 | 17 avril 2019     |
| Ekrem İmamoğlu              | 17 avril 2019     | 6 mai 2019        |
| Ali Yerlikaya (intérim)     | 6 mai 2019        | 27 juin 2019      |
| Ekrem İmamoğlu              | 27 juin 2019      | 25 mars 2025      |
| Nuri Aslan (en) (intérim)   | 26 mars 2025      | en cours          |